# Susanne Lachenicht
Susanne Lachenicht (* 10. Juni 1971 in Starnberg) ist eine deutsche Historikerin. Seit 2009 ist sie Inhaberin des Lehrstuhls für Geschichte der Frühen Neuzeit an der Universität Bayreuth.

## Leben
Susanne Lachenicht studierte Geschichte und Germanistik an der Ruprecht-Karls-Universität Heidelberg und der Université de Paris I, Panthéon-Sorbonne. Das Studium schloss sie mit einer Maîtrise d’Histoire und einem Magister Artium 1995 bzw. 1996 ab. 2002 wurde sie in Heidelberg „summa cum laude“ mit einer Arbeit zur Presse der deutschen Jakobiner im Elsass promoviert. Nach einem Promotionsstipendium der Gerda Henkel Stiftung wurde sie in der Abschlussphase ihrer Promotion als Gastwissenschaftlerin an das Moore Institute der National University of Ireland eingeladen. Zusammen mit diesem Forschungsinstitut gelang es ihr 2004, ein Marie Curie Intra-European Fellowship der Europäischen Kommission für ihr Habilitationsprojekt „Hugenotten in Europa und Nordamerika. Migration und Integration in der Frühen Neuzeit“ einzuwerben.
2003 war Susanne Lachenicht Stipendiatin des Forschungszentrums Europäische Aufklärung in Potsdam, 2006 der Herzog August Bibliothek, 2007 Visiting Fellow am All Souls College, Oxford. Zwischen 2006 und 2008 wurde ihr Habilitationsprojekt zudem durch ein Forschungsstipendium der Deutschen Forschungsgemeinschaft gefördert, das ihr Forschungsaufenthalte u. a. in London, Paris, New York, Oxford, Genf, Zürich und Berlin ermöglichte. Im Januar 2009 schloss sie ihre Habilitation an der Universität Hamburg ab. Im März 2009 wurde sie als Lecturer für Europäische Geschichte an die Universität Durham berufen, im Juni 2009 auf den Lehrstuhl für Geschichte der Frühen Neuzeit an die Universität Bayreuth.

## Forschung und internationales Wissenschaftsmanagement
Susanne Lachenicht war neben ihrem Fellowship am All Souls College 2009 als Gastprofessorin an die Université Toulouse 2-Le Mirail, 2010 an die École des Hautes Études en Sciences Sociales (EHESS), 2012 an die Université d’Angers eingeladen. 2009 gründete sie zusammen mit Lauric Henneton die Summer Academy of Atlantic History (SAAH), deren Steering Committee sie angehört. Von 2012 bis 2014 war sie Präsidentin der European Early American Studies Association (EEASA), von 2011 bis 2015 Vizepräsidentin der Gesellschaft für Überseegeschichte (GÜSG). Sie ist Mitglied des Leitungsgremiums des Bayreuth Institute for American Studies (BIFAS), der Advisory bzw. Editorial Boards des Journal for Early American History (Leiden: Brill), Oxford Bibliographies: Atlantic History (New York: Oxford University Press), der ab 2016 publizierten Revue d’Histoire du Protestantisme (Paris), von Diasporas. Histoire et Société (Toulouse: PUM) und Herausgeberin der Reihe Mediengeschichte im Nomos-Verlag. Seit 2007 ist sie Fachredakteurin bei sehepunkte, wo sie die Bereiche französische Geschichte der Frühen Neuzeit und Atlantische Geschichte betreut.
Ihre Forschungsschwerpunkte in der europäischen und atlantischen Geschichte der Frühen Neuzeit umfassen den Bereich der Migrationen, der Religionsgeschichte und religiösen Minderheiten, Medien- und Pressegeschichte (18.–20. Jahrhundert), Kulturtransfer, Transnationalität und Komparatistik, das Zeitalter der Revolutionen sowie die diachrone Risikoforschung. Wichtig geworden sind neben ihren Qualifikationsschriften ihre Arbeiten zu Nationalismus und Kosmopolitismus bzw. die vergleichende diachrone Diasporaforschung.

## Schriften (Auswahl)

### Als Autorin
Monographien
- Information und Propaganda. Die Presse deutscher Jakobiner im Elsaß (1791–1800) (= Ancien régime, Aufklärung und Revolution. Bd. 37). Oldenbourg Verlag, München 2004. ISBN 3-486-56816-7 (zugleich: Dissertation, Universität Heidelberg, 2002; Rezension).
- Hugenotten in Europa und Nordamerika. Migration und Integration in der Frühen Neuzeit. Campus-Verlag, Frankfurt am Main 2010. ISBN 978-3-593-39177-9 (zugleich: Habilitationsschrift, Universität Hamburg, 2008; Rezension).
- Die Französische Revolution (= Geschichte Kompakt). WBG, Darmstadt 2012. ISBN 978-3-534-15162-2.
- Die Französische Revolution. Zusatzmaterial. 2. Auflage. WBG, Darmstadt  o. J. (Digitalisat).

Aufsätze
- Huguenot Immigrants and the Formation of National Identities. In: The Historical Journal, Bd. 50 (2007), H. 2, S. 309–331. ISSN 0018-246X.
- À la découverte de l’Européen? Perceptions de l’Autre et identités au Canada et en Acadie (XVIIe–XVIIIe siècles). In: Francia, Bd. 35 (2008), H. 2, S. 551–563. ISSN 1867-6448.
- Migrations. Entre mémoire(s) et „Erinnerungskultur“. XVIIIe–XIXe siècles. Le cas des huguenots. In: Francia, Bd. 37 (2010), H. 2, S. 425–434. ISSN 1867-6448.
- Musées huguenots et lieux de mémoire en Allemagne et dans les Îles britanniques. In: Bulletin de la Société de l’Histoire du Protestantisme français, Bd. 157 (2011), H. 4, S. 583–596. ISSN 0037-9050.

### Als Herausgeberin
- Religious Refugees in Europe, Asia and North America, 6th–21st century (= Atlantic Cultural Studies. Bd. 4). Lit-Verlag, Hamburg 2007. ISBN 978-3-8258-9861-8 (Rezension).
- mit Guido Braun: Hugenotten und deutsche Territorialstaaten. Immigrationspolitik und Integrationsprozesse (= Pariser Historische Studien. Bd. 82). Oldenbourg Verlag, München 2007. ISBN 978-3-486-58181-2.
- mit Kirsten Heinsohn: Diaspora Identities. Exile, Nationalism and Cosmopolitanism in Past and Present. Campus-Verlag, Frankfurt am Main 2009. ISBN 978-3-593-38819-9 (Rezension, Rezension).
- Europeans Engaging the Atlantic. Knowledge and Trade, 1500–1800. Campus-Verlag, Frankfurt/M. 2014. ISBN 978-3-593-50170-3.